# Zandspringspin
De zandspringspin (Attulus saltator ) is een spinnensoort in de taxonomische indeling van de springspinnen (Salticidae).. Het dier komt uit het geslacht Attulus. Attulus saltator werd in 1868 beschreven door Octavius Pickard-Cambridge. Hij komt voor in Europa, Turkije, Rusland en Kazachstan.